# Трансферазы
Трансфера́зы (КФ2) — отдельный класс ферментов, катализирующих перенос функциональных групп и молекулярных остатков от одной молекулы к другой. Широко распространены в растительных и животных организмах, участвуют в превращениях углеводов, липидов, нуклеиновых и аминокислот.
Реакции, катализируемые трансферазами, в общем случае выглядят так:
A—X + B ↔ A + B—X.
Молекула A здесь выступает в качестве донора группы атомов (X), а молекула B является акцептором группы. Часто в качестве донора в подобных реакциях переноса выступает один из коферментов. Многие из катализируемых трансферазами реакций являются обратимыми.

## Номенклатура
Систематические названия ферментов класса образуются по схеме:
«донор:акцептор + группа + трансфераза».
Или же используются чуть более общие названия, когда в название фермента включается имя либо донора, либо акцептора группы:
«донор + группа + трансфераза» или «акцептор + группа + трансфераза».
Например, аспартатаминотрансфераза катализирует перенос аминной группы с молекулы глутаминовой кислоты, катехол-О-метилтрансфераза осуществляет перенос метильной группы S-аденозилметионина на бензольное кольцо различных катехоламинов, а гистон-ацетилтрансфераза переносит ацетильную группу с ацетил-кофермента А на гистон в процессе активации транскрипции.
Кроме того ферменты 7 подгруппы трансфераз, переносящие остаток фосфорной кислоты, используя в качестве донора фосфатной группы АТФ, часто называют также киназами; аминотрансферазы (6 подгруппа) часто называют трансаминазами.

## Классификация
Согласно международной классификации и номенклатуре ферментов трансферазы относятся ко 2 классу, в пределах которого выделяют десять подклассов:
- КФ 2.1 включает ферменты, переносящие одноуглеродные группы;
- КФ 2.2 — ферменты, переносящие альдегидные и кетонные группы;
- КФ 2.3 — переносящие ацильные остатки (ацилтрансферазы);
- КФ 2.4 — переносящие остатки сахаров (гликозилтрансферазы);
- КФ 2.5 — переносящие алкильные и арильные группы за исключением метильного остатка;
- КФ 2.6 — переносящие группы атомов, содержащие азот;
- КФ 2.7 — переносящие фосфор-содержащие остатки;
- КФ 2.8 — переносящие группы, содержащие серу;
- КФ 2.9 — переносящие группы, содержащие селен;
- КФ 2.10 — переносящие молибден или вольфрам.